# 주두바이 홍콩 경제무역대표부
주두바이 홍콩 경제무역대표부(중국어: 香港駐迪拜經濟貿易辦事處, 영어: Hong Kong Economic and Trade Office (Dubai), 준말: HKETO (Dubai), 아랍어: مكتب هونج كونج الاقتصادي والتجاري في دبي)는 중화인민공화국 홍콩 특별행정구 정부가 아랍에미리트 두바이에 설치한 홍콩 경제무역대표부이다.

## 역사
2010년대에 들어서면서 홍콩과 걸프 협력 회의(GCC) 간의 무역이 증가했다. 이에 홍콩 입법회는 2018년 7월 17일에 열린 공상사무위원회 회의에서 아랍에미리트 두바이에 홍콩 경제무역대표부를 설립할 것을 홍콩 특별행정구 정부에 건의했다. 2021년 10월 28일에 주두바이 홍콩 경제무역대표부가 정식 운영을 시작했다. 대표부는 홍콩 특별행정구 정부가 중동에 최초로 설립한 경제무역대표부이기도 하다.
주두바이 홍콩 경제무역대표부는 걸프 협력 회의에 소속된 아랍에미리트, 사우디아라비아, 카타르, 바레인, 쿠웨이트, 오만 6개국과의 관계를 담당한다. 대표부는 경제, 무역, 투자 등 다양한 분야에서 걸프 협력 회의와 홍콩 간의 상호 협력을 촉진하고 홍콩과 걸프 협력 회의 간의 관계를 발전시키는 역할을 한다.

## 역대 대표
1. 레이궉훙 (중국어: 李國雄, 2021년 ~ 현재)

## 같이 보기
- 홍콩 경제무역대표부